# Era Hònt dera plaça dera Glèisa de Vilac
Era Hònt dera plaça dera Glèisa de Vilac és una font monumental de Vilac, al municipi de Vielha e Mijaran (Vall d'Aran), inclosa a l'Inventari del Patrimoni Arquitectònic de Catalunya.

## Descripció
La font pública de la plaça de Vilac es disposa arrecerada al terraplè, en sentit longitudinal i orientada al migdia. Es tracta d'una obra de fàbrica formada pels trets elements habituals, de dreta a esquerra: font (hònt), abeurador (beurader) i safareig (lauader). En el primer compareix un cos àtic format per motllures triangulars que conté en el frontó la data 1836, mentre que en el cos central sobresurten dos brolladors resolts amb sengles daus de pedra amb una escòcia en la part superior formant la canal. El brollador frontal nodreix la pila i el desguàs de fons que ressegueix la font paral·lelament. El brollador lateral nodreix els altres dos elements esmentats, comunicats entre si per un sobreeixidor. El safareig presenta en el rengle superior les lloses disposades en esbiaix cap a la banda de fora.